# 兵庫県立淡路医療センター
兵庫県立淡路医療センター（ひょうごけんりつあわじいりょうセンター）は、兵庫県洲本市にある県立病院。
淡路島内唯一の県立病院であり、島内では「県病（けんびょう）」と呼ばれている。

## 医療機関の指定
- 兵庫県災害拠点病院
- 地域救命救急センター
- 地域周産期母子医療センター
- エイズ治療拠点病院
- 臨床研修指定病院
- 地域医療支援病院
- へき地医療拠点病院
- 地域がん診療連携拠点病院
- 認知症疾患医療センター
- 第二種感染症指定医療機関
- 救急告示病院

## 沿革
- 1956年(昭和31年)4月20日-兵庫県立淡路病院が洲本市下加茂一丁目6番6号に開院。病床数145床(委託伝染病床45床を含む)。
- 1968年(昭和43年)3月12日-救急告示病院に指定。
- 1988年(昭和63年)4月1日-臨床研修指定病院(医科)に指定。
- 1991年(平成3年)4月1日-病床数452床(委託伝染病床10床を含む)に増床。
- 1995年(平成7年)1月17日-阪神・淡路大震災が発生。震源に近かったが、建物等に大きな被害はなく、非常用電源も機能していたが、島内から多数の患者などが殺到し、院内でのトリアージが実施された[1][2]。（後述）
- 1996年(平成8年)7月11日-エイズ治療拠点病院に指定。
- 1996年(平成8年)10月25日-災害拠点病院に指定。
- 1998年(平成10年)7月30日-へき地医療支援病院に指定。
- 1999年(平成11年)4月1日-第二種感染症指定医療機関に指定。(伝染病床10床を感染症病
- 1999年(平成11年)8月31日-感染症病床10床を4床に変更、一般病床371床を377床に変更。
- 2000年(平成12年)4月1日-臨床研修指定病院(歯科)に指定。
- 2001年(平成13年)10月22日-地域医療支援病院承認
- 2002年(平成14年)1月21日-病院機能評価認定(一般病院B)。
- 2002年(平成14年)4月1日-へき地医療拠点病院に指定。
- 2007年(平成19年)1月31日-地域がん診療連携拠点病院に指定。
- 2009年(平成21年)4月1日-認知症疾患医療センターに指定。
- 2013年(平成25年)5月1日-老朽化への対応と施設拡充を目的に旧カネボウ電子跡地に移転、兵庫県立淡路医療センターに改称した。結核病床数を15床に変更(病床数441床)。移転と同時に三次救急医療機能が追加された[3][4][5]。旧病院は解体後、特別養護老人ホームくにうみの里と洲本市立なのはなこども園が設置されている。
- 2013年(平成25年)-地域救命救急センターに指定。
- 2017年(平成29年)4月-地域外傷センター開設。

## 診療科
- 内科
- 循環器内科
- 呼吸器内科
- 消化器内科
- 神経内科
- 糖尿病内分泌内科
- 外科
- 消化器外科
- 心臓血管外科
- 呼吸器外科
- 脳神経外科
- 整形外科
- 形成外科
- 精神科
- 小児科
- 皮膚科
- 産婦人科
- 眼科
- 耳鼻咽喉科
- リハビリテーション科
- 放射線科
- 麻酔科
- 歯科
- 歯科口腔外科
- 泌尿器科
- 病理診断科
- 救急科

## 交通アクセス
- 洲本バスセンターから徒歩1分。
- 神戸淡路鳴門自動車道淡路島中央SICまたは洲本ICから車で東へ10分。

## 阪神・淡路大震災における対応
阪神・淡路大震災発生時は、震源に近かったものの、建物などに被害が特になく、非常用電源により病院機能やライフラインがある程度確保されていた。
しかし、テレビでは神戸市での被害の報道が多く、また電話回線の混雑や無線等の設備がなかったことから地元消防などに被害状況の確認ができなかった。そのため、院内では淡路島内の被害状況が全く把握できていない中、発災直後は徒歩などで散発的に来院した軽症患者の対応に当たっていた。
しかし、発災から約2時間後の午前7時前後から、島内でも被害が大きかった北部を中心に損壊した建物等から救出された重症患者が次々と淡路病院に搬送されるようになった。そのため、ベッドが足らなくなり、一次救命処置などの救命措置をストレッチャーに載せた状態で行う事態に陥った。そこで陣頭指揮を取っていた当時の外科部長（日本救急医学会認定医）が、救出時の状況や院内で長時間一次救命処置などを行ったものの心肺蘇生の見込みがないと判断した重症患者の処置の中止の指示を出した。
また、軽症患者は救急センターではなく、外科外来に誘導するなど、当時の外科部長の指示でトリアージを行った。しかし、当時はトリアージの概念が救命救急医など一部の医師内でしか浸透しておらず、知らない医師がほとんどだったため、事前に当時の外科部長から簡単なトリアージの説明を受けたという。そのことから、当時の外科部長の指示に戸惑いや呆然とする医師や看護師なども多かった。また、島内の被害状況は負傷者を搬送してきた救急隊員などから直接医師が聞きとり、そこから得た情報を救急センターなどの現場に伝えていった。17日は最終的に10代を含む6人に蘇生中止の末、死亡診断が下された。院内でのトリアージをした理由として、当時の外科部長は「助けられない人に手を取られると、助けられる人も助けられなくなる。そういうことで患者を選ぶ」という判断があったことを後にテレビの取材にそう振り返っている。
当日の院内の混乱やトリアージの様子などは、当時の外科部長の指示で部下の医師が撮影していた。そのため、“阪神・淡路大震災の発災当日に唯一撮影された医療現場の映像”とされている。また、トリアージの概念が当時はまだ社会にほとんど浸透しておらず、国内の災害でトリアージが実践されたのは阪神・淡路大震災での淡路病院の対応が初めてだとされており、この映像は貴重な資料とされている。現在は発災当時に情報収集を担当していた医師が、全国各地の医師、看護師、救命救急士などを目指す学生や病院関係者などに講演する際に活用されている。
指揮を取っていた当時の外科部長は、震災後に連名で“医療機関（外来）におけるトリアージ”という論文を発表。また精力的に講演や教養講座等で震災当時のことを語っていたが、震災から8年後に死去。2023年現在は撮影した医師が動画のオリジナルに当たるビデオを保管しており、デジタル化した動画の一部を撮影した医師がYouTubeに投稿している。また、撮影者から提供された動画が報道機関の特別編成番組で利用され、その動画がYouTubeなどで見ることが可能になっている。